# Новочорномор'я
Новочорномо́р'я — село в Україні, у Бехтерській сільській громаді Скадовського району Херсонської області. Населення становить 314 осіб.

## Географія
Водойми — озеро Кругле.

## Історія
Колишні назви: селище Семенівка — до 1856 р. маєток Чорномор'є — до 1856 р. село Соцперебудова — до 1971 р.
24 лютого 2022 року село тимчасово окуповане російськими військами під час російсько-української війни.

## Населення
Згідно з переписом УРСР 1989 року чисельність наявного населення села становила 331 особа, з яких 153 чоловіки та 178 жінок.
За переписом населення України 2001 року в селі мешкало 311 осіб.

### Мова
Розподіл населення за рідною мовою за даними перепису 2001 року:
| Мова       | Відсоток |
| ---------- | -------- |
| українська | 98,41 %  |
| російська  | 1,59 %   |

## Туристичні об'єкти

### Склеп родини Фальц-Фейнів
Склеп Фальц-Фейнів в Новочорномор'я — напівзруйнована кам'яна каплиця на кургані, з якого відкривається великий вид на околиці. У XIX–XX ст село Новочорномор'я належало родині Фальц-Фейнів. У 1897 р. Олександр Фальц-Фейн, відомий як брат засновника заповідника Асканія-Нова, побудував в модерністських формах на кургані біля Круглого озера мавзолей з православною каплицею, у якому було поховано його дружину Софію Степанівну Фальц-Фейн (уроджену Завагайло), яка рано пішла з життя. Курган був обнесений 12-гранною цегляною огорожею з будинком доглядача, які служили і воротами. У 1908 р. і сам барон Фальц-Фейн був похований у цьому мавзолеї. Був пограбований у 1929–1930 роках, продовжує руйнуватися.